# Rodiu
Rodiul (din grecescul rhodon (ῥόδον) = roz, pentru că multe săruri de rodiu au o culoare roșie intensă) este un element chimic cu simbolul Rh și numărul atomic 45. Este un metal de tranziție rar, din grupa platinei,  de culoare alb-argintie și cu o duritate ridicată. El se găsește în minereurile de platină și se folosește ca element de aliere în aliajele de platină și drept catalizator.

## Istoric
Rodiul a fost descoperit în anul 1803 de către chimistul britanic William Hyde Wollaston, în minereu de platină provenit din Columbia, la scurtă vreme după ce descoperise și paladiul.
Pentru aceasta, el a dizolvat minereul în aqua regia, neutralizând acidul cu hidroxid de sodiu, NaOH. Apoi a precipitat platina prin adăugarea clorură de amoniu, NH4Cl, obținând cloroplatinat de amoniu. Prin tratarea soluției cu cianură mercurică, paladiul a fost eliminiat și el ca cianură de paladiu. Materialul rămas a fost clorura de rodiu, de culoare roșie. Din aceasta, rodiul a fost obținut prin reducere cu hidrogen .

## Caracteristici
Rodiul este un metal alb-argintiu dur, cu un punct de topire mai ridicat și o densitate mai redusă decât platina. De obicei nu formează oxizi și nu este atacat de cei mai mulți acizi. Este complet insolubil în acid azotic, puțin solubil în aqua regia, dar numai acidul sulfuric  poate să-l dizolve complet, atunci când este sub formă de pulbere. În stare topită, rodiul absoarbe oxigen, dar odată începută solidificarea, oxigenul este eliminat .
Fiind un metal nobil, rodiul pur este inert din punct de vedere chimic, dar devine foarte reactiv în combinațiile chimice.

## Izotopi
Rodiul întâlnit în natură este compus dintr-un singur izotop, 103Rh. Cei mai stabili radioizotopi sunt 101Rh cu un timp de înjumătățire de 3,3 ani, 102Rh cu un timp de înjumătățire de 2,9 ani și 99Rh cu un timp de înjumătățire de 16,1 zile. Pe lângă aceștia au fost identificați alți 20 de radioizotopi, cu mase atomice de la 92,926 (93Rh) până la 116,925 (117Rh), care (cu două excepții: 100Rh cu timpul de înjumătățire de 20,8 ore și 105Rh cu timpul de înjumătățire de 35,36 ore) au însă timpi de înjumătățire mai mici de o oră. Există de asemenea numeroși izomeri nucleari, dintre care cei mai stabili sunt 102mRh (0,141 MeV), cu un timp de înjumătățire de 207 zile și 101mRh (0,157 MeV) cu un timp de înjumătățire de 4,34 zile.
Principalul mod de dezintegrare al izotopilor cu mase atomice mai mici decât ale izotopului stabil, 103Rh, este captura de electroni (formându-se ruteniu), iar pentru izotopii cu mase atomice mai mari decât ale izotopului stabil este radiația beta (formându-se paladiu).
| izo   | AN     | Timp de înjumătățire | MD            | ED MeV        | PD            |
| ----- | ------ | -------------------- | ------------- | ------------- | ------------- |
| 99Rh  | {sin.} | 16,1 zile)           | ε             | 2,103         | 99>Ru         |
| 100Rh | {sin.} | 20,8 ore             | ε             | 3,630         | 100Ru         |
| 101Rh | {sin.} | 3,3 ani              | ε             | 0,542         | 101Ru         |
| 102Rh | {sin.} | 207 zile             | ε             | 2,323         | 102Ru         |
| 103Rh | 100%   | izotop stabil        | izotop stabil | izotop stabil | izotop stabil |
| 104Rh | {sin.} | 42,3 s               | β-            | 2,441         | 104Pd         |
| 105Rh | {sin.} | 35,36 ore            | β-            | 0,567         | 105Pd         |

## Răspândire și obținere
Rodiul se găsește în minereurile de platină, în amestec cu platina, paladiu, argint sau aur. Principalele zone de extragere sunt în Africa de Sud, în nisipuri de râu în Munții Urali, în America de Nord și America de Sud. Producția anuală este de doar 20 tone, cel mai important exportator fiind Africa de Sud, urmată de Rusia. În prezent, un gram de rodiu costă de cca. 6 ori mai mult decât unul de aur[1].
Rodiul poate fi de asemenea extras din combustibil nuclear consumat, o tonă conținând cca. 400 g de rodiu. Rodiul astfel obținut conține însă izotopi radioactivi cu timpi de înjumătățire de până la 2,9 ani și de aceea trebuie depozitat într-o locație protejată timp de cel puțin 20 de ani pentru a se stabiliza. După 5 ani de izolare, rodiul de fisiune are încă o radioactivitate specifică de 8,1 ci per gram. Regulile de securitate a muncii prevăd că o cantitate mai mare de 1 ci este periculoasă. După 8 ani, radioactivitatea scade la 4,1 ci, după 11 ani ajunge la 2,2, după 14 ani la 1,1 ci, după 17 ani la 0,55 ci și după 20 de ani ajunge la doar 0,27 ci. Scăderea abruptă a radioactivității rodiului se datorează faptului că izotopul 102Rh este prezent doar într-o cantitate foarte mică, iar restul materialului absoarbe energia eliberată.

## Utilizare
Datorită durității sale foarte ridicate, este aplicat prin galvanizare sau vaporizare ca strat de acoperire a unor instrumente optice, sau pe bijuterii din aur alb sau platină pentru a le conferi acestora un aspect alb, lucios.
Datorită rezistenței electrice scăzute și a rezistenței ridicate la coroziune, este folosit ca material pentru contacte electrice.
De asemenea, are un rol important ca și catalizator în unele procese industriale (este utilizat în catalizatoarele autovehiculelor sau pentru cataliza reacției de adiție a hidrosilanilor la o legătură dublă pentru fabricarea unor cauciucuri siliconice).
Se folosește și ca filtru în sisteme mamografice, datorită radiației X caracteristice pe care o produce.
Rodiul este utilizat și pentru premii și onoruri, sau pentru a simboliza bogăția, atunci când metalele prețioase obișnuite – argintul, aurul sau platina – sunt considerate ca insuficiente.  La 24 octombrie 1979, Guinness Book of World Records i-a decernat lui Paul McCartney un disc acoperit cu rodiu ca premiu pentru autorul de melodii și artistul cu cele mai mari vânzări din istorie 

## Precauții
Întrucât e metal nobil, rodiul pur e inert și inofensiv oamenilor, când e în starea lui elementară. Majoritatea oamenilor nu intră în contact cu compușii de rodiu, dar trebuie considerat ca "foarte toxic" și cancerigen. Doza mortală mediană pentru șobolan este de 198 mg de clorură de rodiu (RhCl3) per kg de masă corporală. Rodiul nu joacă nici un rol biologic în organismul uman.
Oamenii pot fi expuși rodiului prin inhalare la locul de muncă. Oficiul pentru Siguranță și Sănătate la Locul de Muncă din S.U.A. a stabilit că limita legală (sau limita de expunere permisă) pentru expunerea la rodiu la locul de muncă să fie de 0,1 mg/m3 la 8 ore de muncă pe zi, iar Institutul Național pentru Siguranță și Sănătate la Locul de Muncă din S.U.A. a stabilit limita de expunere recomandată la același nivel. Când se atinge 100 mg/m3, rodiul imediat devine primejdios vieții sau sănătații. La compușii solubili, limitele oficiale ale institutelor e de 0,001 mg/m3.